# Drahá neznámá
Drahá neznámá (v originále Chère inconnue) je francouzský hraný film z roku 1980, který režíroval Moshé Mizrahi jako adaptaci románu I Sent a Letter to My Love (vydaného v roce 1975) od Bernice Rubens. Snímek měl světovou premiéru dne 9. dubna 1980.

## Děj
Gilles, který je postižený, žije v Bretani se svou sestrou Louise, která se o něj stará. Oba žijí samotářsky a přijímají jen málo návštěv. Každé ráno jim pekařka Yvette přináší chléb a zprávy z regionu. Jednoho dne si Louise podá inzerát k seznámení v Le Télégramme de Brest. Ale k jejímu úžasu jí na inzerát odpoví její bratr. Korespondence mezi nimi vytváří pouto lásky, aniž by si Gilles uvědomoval, že píše své vlastní sestře. Louise si myslí, že tuto nebezpečnou hru zvládne.

## Obsazení
| Simone Signoretová   | Louise                 |
| Jean Rochefort       | Gilles Martin          |
| Delphine Seyrig      | Yvette                 |
| Geneviève Fontanel   | Béatrice               |
| Dominique Labourier  | Catherine              |
| Gilette Barbier      | paní Guillaume         |
| Marion Loran         | poštovní doručovatelka |
| Jean Obé             | Hugues                 |
| Madeleine Ozeray     | paní Thomas            |
| Danielle Altenburger | pokladní               |
| Florence Haziot      | prodavačka             |
| Marius Laurey        | vetešník               |

## Ocenění
- César: nominace v kategorii nejlepší herečka ve vedlejší roli (Delphine Seyrig)